# SIG-Sauer SSG 2000
SIG-Sauer SSG 2000 — снайперская винтовка с продольно-скользящим поворотным затвором. Это популярная снайперская винтовка среди правоохранительных органов в Европе, Азии и США.

## История появления модели
Разработана винтовка совместно швейцарской компанией SIG Arms (в настоящее время SAN Swiss Arms) и германской компанией J.P.Sauer und Sohn на базе спортивной винтовки Sauer 80/90. Производство SSG-2000 было начато в 1989 году и продолжается до сих пор. SSG-2000 используется полицейскими подразделениями Аргентины, Великобритании, Иордании, Малайзии, Швейцарии, Тайваня и других стран.

## Конструкция
Ствол винтовки изготавливается из закалённой стали методом холодной ковки. Он снабжается съемным дульным тормозом, который также служит пламегасителем. Вместо него возможна установка глушителя. Запирание канала ствола производится поворотом боевой личинки затвора, входящей боевыми упорами в ствольную муфту. Остов затвора также имеет в задней части боевые выступы, которые входят в пазы цевья. Такое решение способствует высокой стабильности оружия при выстреле и поглощению импульса отдачи.
Затвор открывается при повороте на 65 градусов. В тыльной части затвора имеется индикатор взведения, который можно проверить визуально или на ощупь, что повышает безопасность обращения с оружием. Практически бесшумный флажок предохранителя установлен на правой стороне ствольной коробки.
Конструкция спускового механизма допускает регулировку положения и длины хода спускового крючка, а также усилия спуска от 0,7 до 2,0 кг. Спусковой крючок работает с «предупреждением».
Цельная ложа винтовки изготовлена из стекловолокна, имеет пистолетный выступ шейки, регулируемые «затылок» приклада и «щеку». Передняя часть цевья при стрельбе укладывается на треножные сошки, которые в походном положении переносятся отдельно.
Винтовка не имеет механических открытых прицелов и комплектуется стандартно оптическими прицелами «Шмидт и Бендер» 6х42 или «Цейсс» 8х56. Стандартный вариант SSG-2000 рассчитан на стрельбу швейцарскими винтовочными патронами 7,5×55 мм типа М11, однако по заказу покупателя винтовка изготавливается под патроны .300 «Магнум», 7,62×51 мм НАТО или 5,56×45 мм.